# Pere Pont i Bosom
Pere Pont i Bosom (Oceja, 17 de novembre del 1582 - Perpinyà, abril del 1655) va ser un noble nord-català nat a l'actual Alta Cerdanya. Estudiant d'arts (micer) el 1607, el 1610 era doctor en dret civil i canònic. Es casà el 1615 amb Joana, filla de Joan Carles de Cadell, senyor d'Espirà de Conflent. Posteriorment va ser ennoblit per Felip IV d'Espanya, per carta de patent del 24 de març del 1639. Entre 1654 i 1655, Pont era oïdor de comptes del Braç Militar a la Diputació del General del Principat de Catalunya i dels comtats de Rosselló i de Cerdanya.

## Família
Foren germans seus:
- Onofre Pont (Oceja, 1 de març del 1600 - ?) va ser ciutadà honorari de Barcelona, i vivia a Perpinyà el 1655.
- Andreu Pont (Oceja, 15 d'agost del 1606 - Perpinyà, 1653) fou monjo benedictí, abat dels monestirs de Santa Maria d'Amer i de Santa Maria de Roses, i president de la Generalitat de Catalunya.

A més de filles (no prou documentades), foren fills de Pere Pont:
- Francesc Pont i de Cadell (Oceja, 4 d'abril del 1618 - abans del 1664) heretà els títols i dominis paterns. Al juny del 1644 esposà Francesca Trinyach, pubilla d'una vella família de burgesos honorats de Perpinyà. Exercia de veguer de la Cerdanya, un càrrec reservat exclusivament a la noblesa, el 1657. Va originar el llinatge "Pont de Cadell", d'anomenada a les terres nord-catalanes, però ja extingit a començaments del segle xx; l'escut de la família és representat[2] a les portes del retaule del Roser de l'església d'Espirà de l'Aglí, de 1702-1705.
- Pere (o Pere-Vicenç) Pont i de Cadell (Oceja, 31 de gener del 1623 - després del 1664) va ser militar. L'any 1654 era capità de la guarnició de Prats de Molló, i a l'any següent era lloctinent de cavalleria en el regiment del marquès d'Aguilar. El 1658 era lloctinent del procurador reial[nt 1] amb el grau de capità.